# Татарстан
Република Татарстан, наричана също Татарстан и Татария (на татарски: Татарстан Республикасы, на руски: Республика Татарстан, на български: Република Татарстан) е субект в състава на Руската Федерация. Разположена в югоизточната част на Европейска Русия в състава на Приволжкия федерален окръг и Приволжкия икономически район. Има площ 67 847 km2 (0,4% от Руската Федерация, на 44-то място в Русия) и население от 3 885 253 души (1 януари 2017 г. (2,65% от Руската Федерация, на 8-о място в Русия). Столица е град Казан. Разстояние от Москва до Казан – 797 km.

## Историческа справка
На 27 май 1920 г. е образувана Татарската АССР, на 30 август 1990 г. влиза в пределите на ОНД под името Татарска ССР, а от 7 февруари 1992 г. е субект в състава на Руската федерация като Република Татарстан. Най-ранната известна организирана държава в границите на Татарстан е била Волжка България (ок. 700 – 1238 г.). Волжките българи са имали напреднала търговска държава с търговски контакти в цяла Вътрешна Евразия, Близкия изток и Прибалтика, които поддържат независимостта си въпреки натиска от страна на хазарите, Киевската Рус и Кумано-Кипчаците. Ислямът е въведен официално от мисионери от Багдад по времето на пътуването на Ибн Фадлан през 922 година, въпреки че следи от масови помюсюлманчвания се откриват още към края на IX в (включително и намерени монети от 907 г.) Възможно е да е имало няколко вълни на помюсюлманчване във Волжка България.
Волжка България най-накрая попада в армиите на монголския княз Бату хан в края на 1230 г. (виж монголското нашествие във Волжка България). Жителите, смесвайки се с кипчаковите хора на Златната Орда, стават известни като „волжките татари“. Друга теория постулира, че в този период няма етнически промени и българите просто са преминали към татарския език, базиран на Кипчак. През 1430 г. регионът отново става независим като основа на Казанското ханство, а столицата е създадена в Казан, на 170 км (110 мили) нагоре Волга от разрушената столица на българите.

## Географска характеристика
Татарстан се намира в източната част в Източноевропейската равнина, в средното течение на река Волга. На запад граничи с Република Чувашия, на северозапад – с Република Марий Ел, на север – с Кировска област и Република Удмуртия, на изток – с Република Башкортостан и на юг – с Оренбургска и Самарска области.
В релефа на страната се обособяват три части: Предволжие (на десния бряг на Волга), Предкамие (на север от река Кама) и Закамие (на юг и югоизток от Кама). Около 90% от територията на Татарстан се заемат от ниски равнини. Максималните височини са на изток в пределите на Бугулминско-Белебеевското (до 343 m) и на запад в Приволжкото възвишение, на десния бряг на Волга. Предволжието и Вятско-Камския вододел на север са силно разчленени от дълбоко всечени долини и оврази.
На територията на Татарстан се разполага част от Волго-Уралския нефтогазов басейн, в пределите на който се намират големи находища на нефт (Ромашкинско, Новоелховско, Бавлинско, Шугуровско). Страната разполага с 800 млн. тона извлекаем нефт, а размерът на прогнозираните запаси съставлява над 1 млрд. тона. Успоредно с нефта се добива и природен газ – около 40 m³ на 1 тон нефт. Има промишлени залежи на каменни въглища, торф, гипс, бентонитови глини и други строителни материали.
Разположена е в умерения климатичен пояс и има умерено-континентален климат. Средната януарска температура е от -13 °C на югозапад до -14,8 °C на североизток, средна юлска – от 18,6 °C на север до 19,6 °C на юг. В Предкамието и Предволжието годишната сума на валежите е около 450 mm, а в Западното Закамие – 400 mm. Вегетационният период (минимални денонощни температури над 10 °C) е около 170 денонощия.
Речната мрежа на Татарстан е представена от 9965 реки с обща дължина 21 457 km и изцяло принадлежи към водосборния басейн на река Волга, вливаща се в Каспийско море. Главните реки в републиката са Волга (177 km на територията на страната), Кама (ляв приток на Волга, 380 km), Белая (ляв приток на Кама, около 60 km), Вятка (десен приток на Кама, около 50 km), Ик (ляв приток на Кама), Свияга (десен приток на Волга), Голям Черемшан (ляв приток на Волга) и още около 120 реки с дължина над 50 km. Подхранването на реките в страната е смесено с преобладаване на снежното (около 60%). За тях е характерно пролетно пълноводие, и лятно-есенно маловодие, нарушавано от епизодични прииждания в резултат на поройни дъждове. Реките в Татарстан замръзват през ноември, а се размразяват през април.
Естествените и изкуствени водоеми в републиката заемат площ от 4380 km2, което представлява 5,2% от цялата територия. В пределите на Татарстан попадат части от големите водохранилища – Куйбишевско (на река Волга), Нижнекамско (на река Кама), а на река Зай (ляв приток на Кама) се намира Карабашкото (Заинско) водохранилище.
Северната част на Татарстан – Предкамието, се намира в горската зона и има подзолисти и сиви горски почви. Южната част – Закамието и Предволжието попада в степната зона с черноземни почви, а по долините на реките – алувиални почви. Над 16% от територията на страната е покрита с гори, главно широколистни (81% от горите), като основните горски масиви са в басейните на реките Зай, Шешма, Голям Черемшан и на изток в Предкамието.

## Население
На 1 януари 2017 г., населението на Татарстан е 3 885 253 души (2,65% от населението на Руската федерация, 8-о място в Русия), с гъстота 55,6 души/km2 и урбанизация 73,84%.

### Етнически състав
|         | 1926 година       | 1939 година       | 1959 година       | 1970 година       | 1979 година       | 1989 година       | 2002 година       |
| ------- | ----------------- | ----------------- | ----------------- | ----------------- | ----------------- | ----------------- | ----------------- |
| татари  | 1 263 383 (48,7%) | 1 421 514 (48,8%) | 1 345 195 (47,2%) | 1 536 430 (49,1%) | 1 641 603 (47,6%) | 1 765 404 (48,5%) | 2 000 116 (52,9%) |
| руснаци | 1 118 834 (43,1%) | 1 250 667 (42,9%) | 1 252 413 (43,9%) | 1 382 738 (42,4%) | 1 516 023 (44,0%) | 1 575 361 (43,3%) | 1 492 602 (39,5%) |
| чуваши  | 127 330 (4,9%)    | 138 935 (4,8%)    | 143 552 (5,0%)    | 153 496 (4,9%)    | 147 088 (4,3%)    | 134 221 (3,7%)    | 126 532 (3,3%)    |
| други   | 84 485 (3,3%)     | 104 161 (3,6%)    | 109 257 (3,8%)    | 112 574 (3,6%)    | 140 698 (4,1%)    | 166 756 (4,6%)    | 160 015 (4,2%)    |

## Административно деление
В административно-териториално отношение Република Татарстан се дели на 2 републикански градски окръга и 43 муниципални района. Има 24 града, в т.ч. 14 града с републиканско подчинение (Казан, Азнакаево, Алметевск, Бавли, Бугулма, Буинск, Елабуга, Заинск, Зеленодолск, Лениногорск, Набережние Челни, Нижнекамск, Нурлат и Чистопол) и 10 град с районно подчинение и 16 селища от градски тип.
| Административна единица      | Площ (km2) | Население (2017 г.) | Административен център | Население (2017 г.) | Разстояние до Казан (в km) | Други градове и сгт с районно подчинение |
| ---------------------------- | ---------- | ------------------- | ---------------------- | ------------------- | -------------------------- | ---------------------------------------- |
| Републикански градски окръзи |            |                     |                        |                     |                            |                                          |
| Казан                        | 425        | 1 231 878           | гр. Казан              | 1 231 878           |                            |                                          |
| Набарежние Челни             | 171        | 529 797             | гр. Набережние Челни   | 529 797             | 237                        |                                          |
| Муниципални райони           |            |                     |                        |                     |                            |                                          |
| Агризки                      | 1797       | 35 574              | гр. Агриз              | 19 704              | 304                        |                                          |
| Азнакаевски                  | 2143       | 62 602              | гр. Азнакаево          | 34 863              | 376                        | Актюбински                               |
| Аксубаевски                  | 1440       | 29 371              | сгт Аксубаево          | 9905                | 210                        |                                          |
| Актанишки                    | 2038       | 30 575              | с. Актаниш             | 9615                | 381                        |                                          |
| Алексеевски                  | 2080       | 25 763              | сгт Алексеевское       | 11 764              | 108                        |                                          |
| Алкеевски                    | 1727       | 19 291              | с. Базарние Матаки     | 6275                | 152                        |                                          |
| Алметевски                   | 2500       | 205 592             | гр. Алметевск          | 154 262             | 279                        | Нижная Мактама                           |
| Апастовски                   | 1048       | 20 172              | сгт Апастово           | 5750                | 109                        |                                          |
| Арски                        | 1844       | 52 617              | гр. Арск               | 23 107              | 65                         |                                          |
| Атнински                     | 681        | 13 148              | с. Болшая Атня         | 4072                | 84                         |                                          |
| Бавлински                    | 1210       | 35 347              | гр. Бавли              | 22 258              | 369                        |                                          |
| Балтасински                  | 1095       | 33 540              | сгт Балтаси            | 8488                | 106                        |                                          |
| Бугулмински                  | 1409       | 107 015             | гр. Бугулма            | 85 476              | 333                        | Карабаш                                  |
| Буински                      | 1543       | 43 537              | гр. Буинск             | 20 905              | 137                        |                                          |
| Верхнеуслонски               | 1374       | 16 457              | с. Верхни Услон        | 5227                | 11                         | гр. Инополис                             |
| Висикогорски                 | 1701       | 48 204              | пос. Високая Гора      | 14 879              | 27                         |                                          |
| Дрожановски                  | 1030       | 22 813              | с. Старое Дрожаное     | 4348                | 200                        |                                          |
| Елабужки                     | 1362       | 85 596              | гр. Елабуга            | 74 259              | 215                        |                                          |
| Заински                      | 1862       | 55 708              | гр. Заинск             | 40 891              | 287                        |                                          |
| Зеленодолски                 | 1396       | 165 283             | гр. Зеленодолск        | 99 235              | 38                         | Василиево, Нижние Вязовие                |
| Кайбицки                     | 995        | 14 046              | с. Болшие Кайбици      | 2267                | 104                        |                                          |
| Камско-Устински              | 1199       | 15 427              | сгт Камское Устие      | 4427                | 117                        | Куйбишевски Затон, Тенишево              |
| Кукморски                    | 1493       | 51 114              | гр. Кукмор             | 17 700              | 120                        |                                          |
| Лаишевски                    | 2094       | 41 308              | гр. Лаишево            | 10 218              | 62                         |                                          |
| Лениногорски                 | 1843       | 86 718              | гр. Лениногорск        | 63 049              | 322                        |                                          |
| Мамадишки                    | 2601       | 43 025              | гр. Мамадиш            | 15 699              | 167                        |                                          |
| Менделеевски                 | 746        | 30 284              | гр. Менделеевск        | 22 203              | 238                        |                                          |
| Мензелински                  | 1923       | 28 703              | гр. Мензелинск         | 19 153              | 292                        |                                          |
| Муслюмовски                  | 1464       | 20 228              | с. Муслюмово           | 7667                | 319                        |                                          |
| Нижнекамски                  | 1672       | 274 746             | гр. Нижнекамск         | 237 303             | 237                        | Камские Поляни                           |
| Новошешмински                | 1315       | 13 386              | с. Новошешминск        | 4594                | 199                        |                                          |
| Нурлатски                    | 2309       | 57 669              | гр. Нурлат             | 32 954              | 268                        |                                          |
| Пестречински                 | 1352       | 34 294              | с. Пестреци            | 10 564              | 45                         |                                          |
| Рибно-Слободски              | 2052       | 25 774              | сгт Рибная Слобода     | 7787                | 91                         |                                          |
| Сабински                     | 1098       | 31 275              | сгт Богатие Саби       | 8807                | 98                         |                                          |
| Сармановски                  | 1385       | 35 324              | с. Сарманово           | 7568                | 296                        |                                          |
| Спаски                       | 2028       | 19 566              | гр. Болгар             | 8750                | 140                        |                                          |
| Тетюшки                      | 1632       | 22 828              | гр. Тетюши             | 11 358              | 180                        |                                          |
| Тукаевски                    | 1744       | 40 522              | гр. Набережние Челни   |                     | 237                        |                                          |
| Тюлячински                   | 1160       | 13 949              | с. Тюлячи              | 4165                | 78                         |                                          |
| Черемшански                  | 1364       | 19 370              | с. Черемшан            | 6596                | 251                        |                                          |
| Чистополски                  | 1823       | 78 082              | гр. Чистопол           | 60 571              | 144                        |                                          |
| Ютазински                    | 759        | 20 735              | сгт Урусу              | 10 570              | 426                        |                                          |

## Икономика
Развито е машиностроенето (камиони „КАМАЗ“-дизел, часовници „Восток“, оборудване за химическата промишленост), електроенергетика, леката и хранително-вкусовата промишленост.
В селското стопанство Татарстан е специализиран в растениевъдството и животновъдство за месо и мляко, птицевъдство, коневъдство, пчеларство.
| хиляди хектара | 3886 | 3402,4 | 3337,7 | 2991,4 | 2897,1 | 2927,8 | 3000,9 |